# James A. Lindsay
Pour les articles homonymes, voir James Lindsay (homonymie) et Lindsay.
 (février 2024).
La mise en forme du texte ne suit pas les recommandations de Wikipédia : il faut le « wikifier ».
Les points d'amélioration suivants sont les cas les plus fréquents. Le détail des points à revoir est peut-être précisé sur la page de discussion.
- Les titres sont pré-formatés par le logiciel. Ils ne sont ni en capitales, ni en gras.
- Le texte ne doit pas être écrit en capitales (les noms de famille non plus), ni en gras, ni en italique, ni en « petit »…
- Le gras n'est utilisé que pour surligner le titre de l'article dans l'introduction, une seule fois.
- L'italique est rarement utilisé : mots en langue étrangère, titres d'œuvres, noms de bateaux, etc.
- Les citations ne sont pas en italique mais en corps de texte normal. Elles sont entourées par des guillemets français : « et ».
- Les listes à puces sont à éviter, des paragraphes rédigés étant largement préférés. Les tableaux sont à réserver à la présentation de données structurées (résultats, etc.).
- Les appels de note de bas de page (petits chiffres en exposant, introduits par l'outil «  Source ») sont à placer entre la fin de phrase et le point final[comme ça].
- Les liens internes (vers d'autres articles de Wikipédia) sont à choisir avec parcimonie. Créez des liens vers des articles approfondissant le sujet. Les termes génériques sans rapport avec le sujet sont à éviter, ainsi que les répétitions de liens vers un même terme.
- Les liens externes sont à placer uniquement dans une section « Liens externes », à la fin de l'article. Ces liens sont à choisir avec parcimonie suivant les règles définies. Si un lien sert de source à l'article, son insertion dans le texte est à faire par les notes de bas de page.
- La présentation des références doit suivre les conventions bibliographiques. Il est recommandé d'utiliser les modèles {{Ouvrage}}, {{Chapitre}}, {{Article}}, {{Lien web}} et/ou {{Bibliographie}}. Le mode d'édition visuel peut mettre en forme automatiquement les références.
- Insérer une infobox (cadre d'informations à droite) n'est pas obligatoire pour parachever la mise en page.

Pour une aide détaillée, merci de consulter Aide:Wikification.
Si vous pensez que ces points ont été résolus, vous pouvez retirer ce bandeau et améliorer la mise en forme d'un autre article.
James Stephen Lindsay, né le 8 juin 1979, connu professionnellement sous le nom de James A. Lindsay, est un auteur américain. Il est connu pour l'affaire Canular Sokal au carré, dans laquelle lui, Peter Boghossian et Helen Pluckrose, ont soumis des articles canulars à des revues universitaires en 2017 et 2018 pour tester l'érudition et la rigueur des publications dans le champ des sciences sociales, plus précisément les études de genre et féministes.
Lindsay a écrit plusieurs livres, dont Cynical Theories (2020), qu'il a co-écrit avec Pluckrose.
Lindsay est également apparu trois fois sur le podcast de Joe Rogan, The Joe Rogan Experience.

## Biographie
James Stephen Lindsay est né à Ogdensburg, New York. Il a déménagé à Maryville, Tennessee, à l'âge de cinq ans, puis a obtenu son diplôme de Maryville High School en 1997. Lindsay a fréquenté la Tennessee Tech où il a obtenu à la fois sa licence en physique et sa maîtrise en mathématiques ; il a ensuite obtenu son doctorat. en mathématiques de l'Université du Tennessee en 2010.  Sa thèse de doctorat s'intitule « Unification combinatoire des tableaux de type binomial » et son conseiller était Carl G. Wagner. Après avoir obtenu son diplôme, Lindsay a quitté le monde universitaire et est retourné dans sa ville natale, où il a travaillé comme massothérapeute,,.
Lindsay, avec Peter Boghossian, est le co-auteur de How to Have Impossible Conversations: A Very Practical Guide, un livre de non-fiction sorti en 2019 et publié par Lifelong Books. En 2020, Lindsay a publié le livre non-fictionnel Cynical Theories, co-écrit avec Helen Pluckrose et publié par Pitchstone Publishing . Le livre est devenu un best-seller du Wall Street Journal, du USA Today et du Publishers Weekly dès sa sortie. Le psychologue de l'Université Harvard, Steven Pinker, a salué le livre pour avoir exposé « les racines intellectuelles étonnamment superficielles des mouvements qui semblent engloutir notre culture ». Tim Smith-Laing l'a accusé de "passer de l'histoire à l'hystérie" dans un article du Daily Telegraph.

## Canular Sokal au carré
En 2017, Lindsay et Boghossian ont publié un canular intitulé « Le pénis conceptuel en tant que construction sociale ». En écrivant cet article, Lindsay et Boghossian avaient l'intention d'imiter le style de la « théorie discursive du genre poststructuraliste ». L'article soutient que le pénis doit être considéré "non pas comme un organe anatomique mais comme une construction sociale isomorphe à la masculinité performative et toxique ",. Après que l'article ait été rejeté par Norma , ils l'ont ensuite soumis à Cogent Social Sciences où il a été accepté pour publication,,,.
À partir d'août 2017, Lindsay, Boghossian et Pluckrose ont rédigé 20 articles canulars, qu'ils ont soumis à des revues à comité de lecture en utilisant plusieurs pseudonymes ainsi que le nom de Richard Baldwin, un ami de Boghossian et professeur émérite d'histoire à l'université Gulf Coast State College. Le projet a pris fin prématurément après que l'un des articles, publié dans la revue féministe Gender, Place and Culture, a été remis en question par le journaliste d'investigation Toni Airaksinen de Campus Reform, qui soupçonnait que l'article n'était pas réel en raison de son manque de respect des normes de publication des revues universitaires. Cela a suscité un large intérêt pour l’incident, qui a été rapporté par plusieurs journalistes.
Le trio a ensuite révélé toute l'étendue de leur travail dans une vidéo YouTube créée et diffusée par le documentariste Mike Nayna, accompagnée d'une enquête du Wall Street Journal . Au moment de cette révélation, sept de leurs vingt articles avaient été acceptés, sept étaient encore en cours d'examen et six avaient été rejetés. Un article, accepté par la revue féministe de sciences sociales Affilia, contenait des passages copiés de Mein Kampf d'Adolf Hitler avec un langage féministe ajouté, bien que le sociologue Mikko Lagerspetz a soutenu que le document ne contenait que des similitudes dans la structure et ne contenait aucun élément « historiquement spécifique au texte d'Hitler (racisme, références à la Première Guerre mondiale, etc.) ».
Les critiques universitaires avaient salué les études canulars de Lindsay, Boghossian et Pluckrose comme « une contribution riche et passionnante à l'étude de L'intersection entre la masculinité et l'analité", "excellent et très actuel" et "un dialogue important pour les travailleurs sociaux et les universitaires féministes".

## Opinions et controverses
Lindsay a soutenu les candidats du Parti démocrate, notamment en faisant du bénévolat pour Barack Obama, et a fait partie du mouvement Nouvel Athéisme. Il a déclaré en 2022 qu'il s'identifiait à l'origine à la gauche, même s'il avait cessé de se considérer comme faisant partie de cette étiquette. Lindsay a déclaré qu'il ne se considère pas « vraiment » comme un conservateur, mais a ajouté : « Je remarque que lorsque je parle de conservateurs maintenant, j'ai tendance à utiliser le pronom « nous », j'ai commencé à m'y inclure, mais je ne sais pas si je parle de « nous », les conservateurs, ou de « nous », les gens qui défendent des valeurs classiques et libérales sur lesquelles les États-Unis ont été fondés. Les réalistes, si vous voulez. Et si c'est conservateur, qu'il en soit ainsi ». En 2023, Lindsay publie un article sur New Discourses dans lequel il entreprend de défendre les bases philosophiques du libéralisme classique, qu'il résume comme « le projet d'organiser notre société à partir d'une position d'égalité politique avec certains droits inaliénables, parmi lesquels la vie, la liberté, la propriété, la capacité de les utiliser pour notre bonheur et nos objectifs, et une attente raisonnable de vie privée dans laquelle nous pouvons maintenir leur caractère sacré".
Lindsay est un critique du wokisme, qu'il associe à une croyance religieuse. Il décrit la justice sociale comme une idéologie ennemie.
En dépit de son opposition à Donald Trump lors des élections de 2016, il annonce vouloir voter pour Trump lors des élections de 2020, expliquant que le danger du wokisme est plus important que celui d'une présidence Trump.

### Accusations de complotisme
Il est un partisan de la théorie du complot sur le pédopiégage LGBT et a été reconnu comme l'une des nombreuses personnalités publiques responsables de la popularisation du « grooming » à l'encontre des éducateurs et les militants LGBTQ,, Lindsay a qualifié le drapeau de la Fierté de « drapeau d'un ennemi hostile »,.
En 2021, Lindsay a écrit sur Twitter qu'« il y aura  un génocide des Blancs si la théorie critique de la race n'est pas arrêtée ». Sa déclaration a donné lieu à de nombreuses critiques.
Lindsay a promu la théorie du marxisme culturel,.

## Publications

### Thèse
Unification combinatoire des tableaux de type binomial, Université du Tennessee, 2010

### Livres
- God Doesn't; We Do: Only Humans Can Solve Human Challenges  (ISBN 978-1475063974). 2012.
- Dot, Dot, Dot: Infinity Plus God Equals Folly  (ISBN 978-0956694898). Onus Books. 2013.
- Everybody Is Wrong About God  (ISBN 978-1634310383). Pitchstone Publishing. 2015.
- Life in Light of Death  (ISBN 978-1634310864). Pitchstone Publishing. 2016.
- How to Have Impossible Conversations: A Very Practical Guide (avec Peter Boghossian;  (ISBN 978-0738285337)). Hachette Books. 2019.
- Cynical Theories (en) (avec Helen Pluckrose;  (ISBN 978-1634312035)). Pitchstone Publishing. 2020.
- Counter Wokecraft (avec Charles Pincourt;  (ISBN 979-8536815038)). New Discourses. 2021.
- Race Marxism: The Truth About Critical Race Theory and Praxis  (ISBN 979-8795809083). New Discourses. 2022.
- The Marxification of Education: Paulo Freire's Critical Marxism and the Theft of Education  (ISBN 979-8355360269) Publication indépendante. 2022.